# Nazri David Dao
Nazri David Dao (Houmal, Líbano, 9 de septiembre de 1906-Caracas, Venezuela, 26 de marzo de 1984) fue un periodista, empresario y banquero libanés radicado en Venezuela. Vivió en Venezuela desde 1926 y fue uno de los miembros fundadores del Banco del Caribe en Puerto Cabello, Venezuela.

## Biografía
Nazri David nació en Houmal, pueblo de Líbano, de donde se mudó a Beirut, ciudad capital de su país. Cursó estudios primarios y secundarios en el colegio La Sagesse. Mientras estudiaba bachillerato se desarrolló como periodista en diarios de la localidad. 
Llegó a Venezuela en 1926, se radicó en Puerto Cabello, con la intención de enviar reportajes al diario Libanés Zahie el Fatat, donde había sido reportero, en calidad de corresponsal.
Luego de su nacionalización, se le empezó a conocer como N. D. Dao. Fue empleado de la casa de comercio de Miguel Dao. Posteriormente, se abrió paso por su propia cuenta, estableciendo en 1935 una empresa de importaciones y representación aduanal, con el nombre de N.D.Dao C.A.
En 1940 contrajo matrimonio con Nayibe Saldivia, con quien tuvo 4 hijos. Ocho años después ejerció la presidencia de la Cámara de Comercio de Puerto Cabello. El 12 de febrero de 1954, con un grupo de socios fundó, con un capital de Bs. 3.000.000, el Banco del Caribe en Puerto Cabello, el cual abrió sus puertas el 3 de noviembre de ese mismo año, con un capital aumentado de 5.000.000, con el objetivo de ofrecer una alternativa financiera en la concesión de créditos para estimular el crecimiento socioeconómico de la región central del país. El 5 de agosto de 1963 fundó la empresa Transporte de Valores Caribe C.A. (TRANSVALCAR).
Dao se encargó también del desarrollo educacional y cultural venezolano al instituir la Fundación del Caribe para la Ciencia y la Cultura. Fue presidente fundador de la Fundación de la Universidad Centro-Occidental; y fue miembro del Consejo de Desarrollo Científico y Humanístico de la Universidad Central de Venezuela (UCV).
Ejerció los cargos de cónsul de Noruega y Bolivia en Puerto Cabello, recibiendo varias condecoraciones de los gobiernos de Venezuela, Noruega, Líbano, Francia y Bélgica. Auspició la realización de numerosas exposiciones pictóricas, y la publicación de diversos libros sobre historia y ciencia, como Presidente de la Fundación del Caribe para la Ciencia y la Cultura.
Una de las cátedras fundacionales de los estudios de postgrado en historia de Venezuela en la Universidad Católica Andrés Bello (UCAB) lleva su nombre.